# 溫尼·卡斯蒂亞
溫尼西歐·「溫尼」·卡斯蒂亞·索利亞（英語：Vinicio "Vinny" Castilla Soria，1967年7月14日—），為前美國職棒大聯盟的三壘手，生涯曾效力於勇士、洛磯、魔鬼魚、太空人、國民與教士等隊。目前他在科羅拉多洛磯擔任總經理特助。

## 職業生涯

### 亞特蘭大勇士
卡斯蒂亞在1991年登上大聯盟，他從墨西哥聯盟被勇士買斷合約。不過他在1992年僅出賽8場比賽。

### 科羅拉多洛磯
1993年，洛磯與馬林魚同時成立。卡斯蒂亞也在擴編選秀上被洛磯選走。整季他敲出9轟與30分打點。1994年，球隊交易來了游擊手Walt Weiss，加上發生罷工事件，使得卡斯蒂亞的出賽數大幅銳減。1995年，卡斯蒂亞轉戰三壘。上半季他就繳出3成19的打擊率，並敲出17轟與48分打點。他也因此入選明星賽，後來遞補受傷的麥特·威廉斯先發。整季他的打擊率為3成09，並敲出32轟與90分打點，最後拿下生涯首座銀棒獎。他在分區賽繳出4成67的打擊率，並敲出3轟，可惜最後球隊還是遭到勇士淘汰。他在這年的MVP票選上拿下第18名。
1996年，卡斯蒂亞的表現更加進化。整季他敲出191支安打，打擊率為3成04，並敲出40轟與113分打點。隔年他的數據幾乎是完全複製貼上，並再度獲得銀棒獎。
1998年，卡斯蒂亞迎來了生涯年。這年他的打擊率為3成19，並敲出46轟與144分打點，還敲出206支安打。儘管如此，他在MVP票選上還只能拿下第11名。
1999年4月4日，大聯盟首度將開幕戰辦在美加兩國以外的地區(墨西哥)。卡斯蒂亞在這場比賽敲出4支安打，幫助球隊取勝。6月6日，卡斯蒂亞首度達成單場三響砲。整季他的打擊率為2成75，並敲出33轟與102分打點。不過他在三壘也發生19次失誤。

### 坦帕灣魔鬼魚
2000年，卡斯蒂亞加盟魔鬼魚。這年他的打擊率為2成21，並敲出6轟。隔年他更是只出賽24場比賽，就被交易到太空人。

### 休士頓太空人
加入太空人後，卡斯蒂亞出賽122場比賽，敲出23轟與82分打點。他在分區賽敲出1轟，打擊率為2成73。

### 重返亞特蘭大
2002年，卡斯蒂亞重返勇士。這年他的打擊率僅2成32，並敲出12轟與61分打點，不過他的守備率為9成82。季後賽方密，他的打擊率為3成20，並敲出1轟與4分打點。2003年，他敲出22轟與76分打點。

### 重返科羅拉多
2004年，卡斯蒂亞回到洛磯。這年他敲出35轟與聯盟最多的131分打點。他也因此入選明星賽，並拿下金手套獎與銀棒獎。

### 華盛頓國民
2005年，卡斯蒂亞加盟國民。這年他敲出12轟與66分打點，守備率9成70為三壘手第三高。

### 聖地牙哥教士
2006年，他在教士出賽72場比賽。他在季中被交易回洛磯，並在9月9日敲出最後一轟。他在洛磯敲出239轟，名列隊史第三。

## 退休之後
2007年2月7日，卡斯蒂亞在打完加勒比海大賽就決定退休，並成為球隊總經理特助。
2007年，卡斯蒂亞在泛美運動會擔任墨西哥隊的總教練，並一起接任2009年經典賽的總教練。而卡斯蒂亞目前已婚，並育有3個兒子。
2020年，卡斯蒂亞入選墨西哥棒球名人堂。

## 生涯打擊成績
| 出賽次數 | 打席 | 打數 | 得分 | 安打 | 二安 | 三安 | 全壘打 | 打點 | 盜壘 | 保送 | 三振 | 打擊率 | 上壘率 | 長打率 | OPS  |
| -------- | ---- | ---- | ---- | ---- | ---- | ---- | ------ | ---- | ---- | ---- | ---- | ------ | ------ | ------ | ---- |
| 1854     | 7384 | 6822 | 902  | 1884 | 349  | 28   | 320    | 1105 | 33   | 423  | 1069 | .276   | .321   | .476   | .797 |

## 外部連結
- 球員資訊和成績在MLB ，ESPN ，Retrosheet ，Baseball Reference ，Baseball Reference (Minors) ，Fangraphs ，The Baseball Cube （英文）
- 溫尼·卡斯蒂亞在台灣棒球維基館上的頁面（繁體中文）